# Dorogoi dlinnoyu
Dorogoi dlinnoyu (em russo Дорогой длинною, e em português, algo como “Pela Longa Estrada”) é uma música composta na década de 1920 pelo compositor russo Boris Fomin e pelo poeta russo Konstantin Podrevskii, e gravada pela georgiana Tamara Tsereteli em 1925. Sua letra trata da reminescência sobre a juventude e o idealismo romântico.
Em 1953 a música ganhou destaque após aparecer no filme “Inocentes em Paris”, estrelado por Alastair Sim e Ronald Shiner.
No Brasil, ela tornou-se famosa na voz de Silvio Santos, em seu programa “Show de Calouros”, quando os jurados do programa eram convocados por Silvio a entrarem no palco sob a sequência de “lás” (Ex: Pedro de Lara lálálálá-lálálálálá-lálálá...).

## Regravações
A música foi regravada em mais de 70 línguas diferentes. 
Em 1960, o músico americano Gene Raskin traduziu a canção para o inglês, com o nome Those Were the Days, que obteve sua gravação mais notória pela voz da cantora galesa Mary Hopkin.
No Brasil, a música foi regravada pela cantora Joelma Giro, em 1969, com o nome “Aqueles Tempos”.